# ستيفانو جاريس
ستيفانو جاريس (بالألمانية: Stefano Garris)‏ (و. 1979  م) هو لاعب كرة السلة ألماني، ولد في بادربورن، شارك في بطولة كأس العالم لكرة السلة 2002، وبطولة أمم أوروبا لكرة السلة 2001، وبطولة أمم أوروبا لكرة السلة 2003، مركز لعبه هو لاعب هجوم صغير الجسم.

## روابط خارجية
- ستيفانو جاريس على موقع الاتحاد الدولي لكرة السلة (الإنجليزية)
- ستيفانو جاريس على موقع الدوري الأوروبي لكرة السلة (الإنجليزية)
- ستيفانو جاريس على موقع كرة السلة الأوروبية.كوم (الإنجليزية)
- ستيفانو جاريس على موقع ريلجم (الإنجليزية)
- ستيفانو جاريس على موقع بروبوليرز (الإنجليزية)
- ستيفانو جاريس على موقع سبورتس رفرنس (الإنجليزية)